# Nyanzaprovinsen
Nyanzaprovinsen er en af Kenyas otte provinser. Befolkningen anslås til 5.094.251 indbyggere, og den har et areaal på 6.162 kvadratkilometer. Hovedbyen er Kisumu. Andre vigtige byer er Homa Bay, Bondo, Kisii, Migori og Siaya.

## Inddeling
Nyanza er inddelt i  12 distrikter:
| Distrikt               | Hovedstad   |
| ---------------------- | ----------- |
| Bondo                  | Bondo       |
| Gucha/Ogembo/Syd Kisii | Ogembo      |
| Homa Bay               | Homa Bay    |
| Kisii Central          | Kisii       |
| Kisumu                 | Kisumu      |
| Kuria                  | Kehancha    |
| Migori                 | Migori      |
| Nyamira/Kisii North    | Nyamira     |
| Nyando                 | Awasi       |
| Rachuonyo              | Oyugis      |
| Siaya                  | Siaya       |
| Suba                   | Mbita Point |

Ved valget i 2007 stemte befolkningen i det luodominerede nordlige Nyanza hovedsageligt på oppositionslederen  Raila Odinga, mens stemmerne i Kisii mod syd, var jævnt fordelt mellem ham, og den siddende præsident, Mwai Kibaki.
Barack Obama, Sr. er født i Kendu Bay i Nyanza, og ligger begravet i Nyang'oma Kogelo.
Nationalparken Ruma nationalpark ligger i provinsen.

## Eksterne kilder og henvisninger
1. ↑  "Kenya National Bureau of Statistics, Population projections by province/district". Arkiveret fra originalen 7. juni 2009. Hentet 23. oktober 2011.
2. ↑  Statoids, Provinces of Kenya

- Wikimedia Commons har flere filer relateret til Nyanzaprovinsen

0°30′S 34°40′Ø / 0.500°S 34.667°Ø